# VV De Wherevogels
VV De Wherevogels is een amateurvoetbalvereniging in Purmerend, in de, Nederlandse provincie Noord-Holland.

## Geschiedenis
De vereniging wordt op 5 november 1980 opgericht op verzoek van de gemeente. Die vindt een nieuw sportcomplex nodig, maar kan dat alleen realiseren als er een vaste bespeler is voor het complex. Er moet dus naast Purmersteijn en FC Purmerend een derde voetbalvereniging komen, uiterlijk eind 1980. Na langdurig leuren brengt de gemeente het probleem naar voren bij de Sportraad en uiteindelijk hapt een groep scheidsrechters van Scheidsrechtersvereniging Waterland toe: zij zetten de club op. De naam wordt gekozen uit inzendingen van Purmerenders en komt van de Where, een restant van een rivier door Purmerend. 
De aanleg van de accommodatie is afhankelijk van de oprichting, dus daar is nog niet mee begonnen. Er moet elders om gastvrijheid gebedeld moet worden, wat veel kosten en onzekerheid met zich meebrengt.
De eerste competitie is die van 1981/1982 in de Derde klasse C. De eerste wedstrijd wordt op 6 september met 1-11 verloren bij VV Kwadijk en na nog enkele monsterscores en een beperkte nederlaag van 1-4 volgt op 11 oktober de eerste winst: 3-4 bij HTG. De club eindigt als voorlaatste. Eind 1981 zijn er 67 leden en eind 1982 zijn het er 120, maar bij gebrek aan accommodatie wordt er nog steeds bij bij de andere Purmerendse clubs gespeeld. Daardoor kunnen er maar vier elftallen meedoen aan de competities. Ook zijn er organisatorische en praktische moeilijkheden en twijfelt de gemeente of Wherevogels wel een geschikte huurder is. Begin 1983 wordt de lucht geklaard en is het nieuwe terrein bespeelbaar. Op 30 april, koninginnedag, wordt het officieel geopend als sportcomplex Purmerbuurt. Onder de naam Sportpark Westerweg is dit nog altijd de thuisbasis.

## Standaardelftallen

### Zaterdag
Het standaardelftal in het zaterdagvoetbal speelde laatstelijk in het seizoen 2020/21 in de Vierde klasse van het KNVB-district West-I.

#### Competitieresultaten 1985–2021
| 12 3A |

| 10 3A |

|  |

|  |

|  |

| 10 5B |

| 7 5A |

|  |

| 10 5B |

| 9 5B |

| 8 5B |

| 6 5B |

|  |

|  |

| 6 5A |

|  |

|  |

|  |

| -- 4A |

| -- 4B |

| Vierde klasse | Vijfde klasse | Derde klasse NHVB |

### Zondag
Het standaardelftal in het zondagvoetbal speelde laatstelijk in het seizoen 2020/21 in de Vierde klasse van het KNVB-district West-I.

#### Competitieresultaten 1997–2021
| 11 6B |

|  |

|  |

| 8 8B |

| 1 8B |

| 1 6B |

| 4 5C |

| 2 5C |

| 1 5C |

| 5 4C |

| 10 4C |

| 11 4C |

| 5 5C |

| 6 5C |

| 3 5C |

| 3 4B |

| 13 4C |

| 12 4C |

| 9 4E |

| 10 4E |

| 9 4E |

| 8 4D |

| 6 4E |

| -- 4B |

| -- 4B |

| Vierde klasse | Vijfde klasse | Zesde klasse | Achtste klasse |

In elke staaf van de grafiek staat van boven naar beneden vermeld: 
- Eindnotering

Dit is de positie die de club heeft bereikt in de competitie, zonder eventuele beslissings-, play-off- of nacompetitiewedstrijden die nodig zijn geweest om bijvoorbeeld de kampioen van de competitie te bepalen.
Indien een * achter het getal staat is de notering een tussenstand en kan het zijn dat de notering niet overeenkomt met de uiteindelijke eindstand van de competitie.
Staat er een - dan is het seizoen nog bezig en is er geen definitieve uitslag bekend.
Staat er xx op de positie van de notering, dan heeft de club vroegtijdig de competitie verlaten. Dit kan onder andere komen door terugtrekking van het team, faillissement van de club of door een uitgedeelde straf van de KNVB. In veel gevallen staat elders in het artikel de reden vermeld.
Staat er een ? dan is het resultaat uit het verleden onbekend, en is alleen de competitie of het niveau bekend van dat seizoen.
In de seizoenen 2019/20 en 2020/21 werd wegens de coronacrisis het amateurvoetbal afgebroken. Daardoor kennen deze staven geen eindklassering (middels -- weergegeven).
- Competitieniveau en afdelingsletter of Officiële eindstand Eredivisie
  - Competitieniveau en afdelingsletter

Hierbij geeft het getal het niveau weer, dat ook terug te vinden is in de legenda. De letter is de afdelingsaanduiding en wordt gebruikt wanneer er meer afdelingen zijn op hetzelfde niveau. De afdelingsletter is altijd een hoofdletter en wordt meestal zonder nummer gebruikt.
Voorbeeld: 2F is niveau 2e klasse competitie F.
Het competitieniveau en nummer wordt niet vermeld wanneer er slechts één competitie van dit niveau was.
  - Officiële eindstand Eredivisie (getal staat tussen haakjes vermeld)

Sinds de introductie van play-offwedstrijden voor Europees voetbal na afloop van de reguliere competitie in 2005/06, is de KNVB verplicht een eindstand van de Eredivisie door te geven aan de UEFA aan de hand van deze play-offwedstrijden.
Bij deze eindstand staan clubs die zich hebben gekwalificeerd voor Europees voetbal hoger dan clubs die zich niet wisten te kwalificeren. Indien er geen verschil was tussen de eindnotering en de officiële eindstand, staat dit getal niet vermeld.

- Onderafdeling

Hier staat afgekort de naam van de onderafdeling indien de club in dat jaar in een onderafdeling uitkwam. Tevens staat deze afkorting in de legenda en wordt gelinkt naar het artikel over deze onderafdeling. Deze afkorting wordt alleen vermeld wanneer de club in het verleden in verschillende onderafdelingen heeft gespeeld. Deze vermelding is in de staaf altijd in kleine letters. Deze onderafdelingen zijn na het seizoen 1995/96 afgeschaft. Heeft de club in slechts één onderafdeling gespeeld, dan is dit alleen terug te vinden in de legenda.
Onder de staaf staat het jaartal vermeld waarin het seizoen is afgesloten. 15 verwijst naar het seizoen 2014/15 of eventueel het seizoen 1914/15.
Wanneer een staaf leeg is, zijn deze gegevens niet bekend. Het kan ook zijn dat de club dat seizoen niet heeft meegespeeld op het hogere amateurniveau, vroegtijdig de competitie heeft verlaten of uit de competitie is gezet.

In het seizoen 1944/45 was er wegens de Tweede Wereldoorlog geen regulier competitievoetbal.

## Bekende (oud-)spelers
- Frank Olijve
- Mart Lieder

SV Beemster · FC Purmerend · VPV Purmersteijn · VV De Wherevogels · WBSV · ZOB